# 대박산 (평양)
대박산(大朴山)은 평양시 강동군 문흥리에 있는 산이다. 태백산(太白山)이라고도 한다.

## 단군릉
조선민주주의인민공화국은 1993년 이 대박산에 있는 단군릉에서 단군과 그 부인의 것으로 보이는 사람 뼈 조각을 발견했다고 발표했다. 이 발굴을 근거로 대박산에 단군릉을 크게 세웠다.

## 문헌기록

### 조선 시대의 기록
조선시대 왕명의 출납을 기록한 승정원일기에는 이 대박산이 태백산이라고 되어 있다.  성종 20년(1489, 기유년), 36세의 나이에 관서지방을 여행하며 평양에서 쓰였을 것으로 추정되는 추강 남효온(1454~1492)의〈단군묘 알현〉이라는 시에는 이렇게 적혀 있다.
단군이 우리를 낳으시니 우리 강산에 사람이 많지 않나(檀君生我靑丘衆) / 패수에서 윤리도덕을 가르치시고(敎我彛倫浿水邊) / 약초를 찾고 형벌을 내린 지 만세가 되어도(採藥呵斯今萬世) / 지금까지 사람들은 무진년을 기억한다네(至今人記戊辰年).
무진년(戊辰年)은 바로 단군이 나라를 세웠던 기원전 2333년이다. 이 시는 단군에 대한 찬미와 함께 남효온은 관서지방의 고조선, 고구려, 고려 등의 유적지를 두루 찾아다니며 민족의 자부심과 긍지를 나타낸 것이 특별하다. 남효온은 홍유손, 정희량과 마찬가지로 점필재 김종직의 제자이며 동시에 청한자 김시습의 제자였다.
또한 1757년(영조 33) ~ 1765년에 각 읍에서 편찬한 읍지를 모아 성책(成冊)한 전국 읍지(邑誌)인 『여지도서』에는 평양시 강동군에 대하여 “동쪽과 북쪽은 뒤로 산을 등지고 있고, 서쪽과 남쪽은 앞으로 강을 바라보고 있다. 학문과 배움을 숭상하고 활쏘기와 말타기에 힘쓰며 농업과 잠업에 부지런하다. 이곳 대박산 기슭에는 단군의 무덤이라는 단군릉이 있다”라고 실려 있다.
1786년(정조 10) 8월 9일에 정조는 승지 서형수(徐瀅修)에게서 다음과 같은 보고를 받고 단군묘의 알뜰한 관리를 명했다고 한다. “신이 강동(江東)에서 벼슬할 때 고을 서쪽 300리쯤에 둘레가 410척쯤 되는 무덤이 있었는데 고을 노인들이 단군묘라 했고, 이는 유형원이 쓴 ‘여지지(輿地誌)’에도 기록되어 있습니다. 이것이 참인지 거짓인지는 모르나, 중국 사람들은 죽은 후에 신령이 되었다는 황제(黃帝)가 교산(喬山)에 신발을 남겼고, 공동산에 그의 무덤이 있다고 믿고 이를 전하고 있는 터이니, 이렇게 전해지는 국조의 묘에 대한 일들을 소홀히 하는 것은 흠결이 아닐 수 없습니다.”
고종 36년(서기 1899년) 중추원 의관 백호섭(白虎燮)이 상소하기를 "삼가 생각건대, 평양은 단군, 기자, 동명왕의 세 성인께서 도읍하신 땅입니다. 단군은 가장 먼저 출현하시어 태고 시대에 처음으로 나라를 여시었는데, 건국은 도당씨(陶唐氏) 요(堯) 임금과 연대를 나란히 하고 1000세의 긴 보력(寶曆)을 누리셨습니다.
지금 능(陵)이 강동군(江東郡) 읍치(邑治)에서 서쪽으로 5리 떨어진 태백산(太白山) 아래에 있는데, 이것은 해당 고을의 읍지(邑誌)와 《관서문헌록(關西文獻錄)》에 소상히 기재되어 있고, 고(故) 상신(相臣) 허목(許穆)이 찬술한 《단군세가(檀君世家)》에 ‘송양(松壤) 서쪽에 단군 무덤이 있는데, 송양은 지금의 강동현(江東縣)이다.’라고 하였으니, 확실한 증거가 분명하게 드러나 있습니다."라고 하였다.

### 일제 강점기의 기록
일제 강점기인 1934년 1월 12일 동아일보에 특파원 이은상(李殷相)의 이름으로 대박산에 있는 단군릉에 관한 특집 기사가 실렸다. "조선 민족의 생명의 근원이 되는 성조(聖祖) 단군의 끼치신 능이 평남 강동읍(江東邑)에 자리를 잡으신것은 역사가 증명하는배요 또 세상이 널리 아는배다. 그러나 기나긴 세월에 헐리고 문허저서 하마 그자취조차 잃게쯤 된것이 오늘의 현상이다.
날마다 그것을 눈물로 바라보던 능하의 주민들이 마침내 단군릉 수축 기성회를 조직하고 성금모집을 시작하게 되었다는 것은 이미 본보에 누차 보도된바 잇거니와 이제 단군릉 참배와 아울러 당지의 현재 실지사정을 보고 듣건댄 이러하다.", "단군릉은 평남 강동읍 대박산(大朴山) 아래 자리를 잡으섯는데 그로 말미암아 지금껏 그 릉하의 마슬 이름을 단군전(檀君殿)이라 하고 또 그 등 넘어 마슬을 제천ㅅ골(祭天洞)이라 부른다."라고 하면서 자세한 기사와 단군 무덤 사진 2장이 실려 있다.
특히 신채호가 단군릉을 이해하는데 근대역사학적 해석을 도입했다고 하는데 신채호는 단지 단군묘의 존재만을 인식했던 박은식과는 달리 정복 군주로서의 측면을 부각시켜 단군이 원정 도중 강동에서 사망한 까닭에 단군릉을 강동에 조성했다고 서술했다는 내용이다.

## 논란
조선시대에 단군묘에 대해서는 믿을 만하다는 취신론(取信論)과 불신론이 존재했는데, 취신론자들은 복수의 단군묘가 있을 가능성을 제시했다.
17세기 중엽 학자 허목은 단군이 역사적 존재임을 확신하고 이를 토대로 '단군세가'를 저술했으며 대동여지도를 제작한 김정호는 단군묘를 장수왕 이후의 고구려 왕릉으로 추측했다.
한말 국사 교과서인 '대동역사', '동국사략', '신정동국역사' 등에서는 단군릉을 역사적 사실로 서술하기도 했다.
대한민국의 학계에서는 1993년의 북한의 발표에 대해 김일성이 정권을 홍보할 목적으로 단군릉을 발굴 복원한 것이므로 믿을 수 없다는 대다수의 견해로 계속 논란이 진행 중이어서 인정하지 않고 있다.

## 같이 보기
- 단군릉